# Keegan Brown
Keegan Brown (Durham, 1992. november 5. –) angol dartsjátékos. 2011-től a Professional Darts Corporation tagja. 2014-ben megnyerte a PDC ifjúsági világbajnokságát. Beceneve "The Needle".

## Pályafutása

### PDC
Brown 2011-től vesz részt a PDC versenyein. 2013-ban egy Players Championship állomáson 6–1-es vereséget szenvedett Phil Taylortól. 2014-ben részt vett az ifjúsági világbajnokságon, amelynek döntőjébe bekerült. Ellenfele az osztrák Rowby-John Rodriguez volt, akit 6–4-arányban legyőzött és megszerezte a ifjúsági vb-címet. Ifjúsági-világbajnokként kvalifikálta magát a 2014-es Grand Slam of Darts tornára, amelynek csoportköréből továbbjutott. A legjobb 16 között Raymond van Barnevelddel találkozott, akit 10–7-re legyőzött, majd a negyeddöntőben 16–14-es vereséget szenvedett Dave Chisnalltól.
A 2015-ben Brownnak először sikerült kijutnia világbajnokságra, amelyet szintén az ifjúsági vb-cím megnyerésével érdemelt ki. A vb első fordulójában 3–2-re legyőzte a kanadai háromszoros világbajnok John Partot. A második fordulóban szintén egy kétszeres PDC-világbajnokkal találkozott, de 4–2-re kikapott Adrian Lewistól. Brown 2015 májusában megnyerte első tornáját a PDC-nél, amelyet az egyik Players Championship fordulóban ért el Lewis ellen.
A 2016-os vb-n az első körben 3–0-ás vereséget szenvedett Peter Wrighttól, majd a következő világbajnokságra nem sikerült kijutnia.
A 2018-as világbajnokságon az első körben legyőzte a James Wadet, majd a második körben kikapott az utolsó vb-jén résztvevő Phil Taylortól.
A következő vb-n (2019) Brown a legjobb 32-ig jutott, ahol James Wade ellen kapott ki 4–3-ra, aki így visszavágott neki a tavalyi vereségért.

## Világbajnoki szereplései

### PDC
- 2015: Második kör (vereség  Adrian Lewis ellen 2–4)
- 2016: Első kör (vereség  Peter Wright ellen 0–3)
- 2018: Harmadik kör (vereség  Phil Taylor ellen 0–4)
- 2019: Harmadik kör (vereség  James Wade ellen 3–4)
- 2020: Második kör (vereség  Aszada Szeigo ellen 2–3)
- 2021: Második kör (vereség  Dave Chisnall ellen 1–3)
- 2023: Első kör (vereség  Florian Hempel ellen 2–3)
- 2024: Első kör (vereség  Boris Krčmar ellen 1–3)

## Tornagyőzelmei

### PDC
Players Championships
- Players Championship (BAR): 2022
- Players Championship (COV): 2015

PDC Youth Tour
- Youth Tour (ENG): 2012, 2014

PDC World Youth Championship
- World Youth Championship: 2014